# Park Hyung-sik
Dans ce nom coréen, le nom de famille, Park, précède le nom personnel.
Pour les articles homonymes, voir Park.
Park Hyung-sik (hangeul : 박형식 ; hanja : 朴炯植 ; RR : Bak Hyeong-sik ; MR : Pak Hyŏngsik) est un acteur et chanteur sud-coréen, né le 16 novembre 1991 à Yongin (Gyeonggi). Il se fait connaître en tant que membre du boys band ZE:A et de son sous-groupe ZE:A Five, ainsi qu'en tant qu'acteur dans les séries télévisées The Heirs (2013), What Happens to My Family? (en) (2014), High Society (en) (2015), Hwarang (2016-2017), Strong Girl Bong-soon (2017), Suits (2018) et Happiness (2021).
Il est membre d'un groupe d'amis nommée "Wooga Squad", avec Park Seo-joon, Peakboy, Choi Woo-shik et V (BTS). Le groupe s'est formé grâce à Park Seo-joon, ami de longue date de Choi Woo-shik et Peakboy, qui a fait la rencontre de Park Hyung-sik et V sur le lieu de tournage du drama du nom de "Hwarang" en 2016. Le nom "Wooga Squad" vient de l'abréviation " Woori-ga Gajok-inka?" qui veut dire "Est-on une famille?",,.En 2022, les membres du groupe vont tourné un émission du nom de "In the Soop: Friendcation (Coréen: 인더숲우정여행", qui mettra en évidence leur amitié sur 4 épisodes.

## Biographie

### Jeunesse
Park-Hyung Sik est né le 16 novembre 1991 à Yongin, dans la province de Gyeonggi. Sa famille est connu pour être une famille chaleureuse, Park Hyung-sik est le benjamin d'une fratrie de deux. Son père est membre du conseil d’administration de BMW Korea, et sa mère est professeur de piano.
L'histoire de son nom de naissance est assez particulière puisqu'il découle de la rencontre entre un moine bouddhiste, sa mère et sa grand-mère, elles-mêmes des bouddhistes dévouées. Lors de cette rencontre, le moine bouddhiste va donner le nom de "Hyung-sik". *
Depuis tout petit, il a fait de l'équitation, ce qui a permis à l'acteur de tournée la plupart des scènes à cheval dans le drama "Hwarang". A l'âge de 9 ans, il a commencé à pratiquer le kendo, aujourd’hui, il est ceinture noire de quatrième degré.
Il a fréquenté l’école primaire de Shingal, le collège de Kiheung et le lycée de Shingal. Park Hyung-sik faisait partie du club de dessin animés au collège, il y est rentré puisqu'il aimait bien lire des dessins animés et il voulait les dessinés lui-même. De plus, c'est en faisant partie d'un groupe musical au collège et au lycée que Park Hyung-sik a éprouvé sa passion pour la musique. Ce qui était initialement un simple hobby a évolué en une activité plus approfondie lorsque le groupe a commencé à s'inscrire à divers concours organisés dans différentes régions de la Corée du Sud. Mieux encore, les membres du groupe ont été distingués pour leur habileté en décrochant dans des compétitions la première place, où il a reçu des cartes de visites d'agences, comme JYP et SM Entertainment.
Park Hyung-sik a rejoint l’agence qui était la plus désireuse de l’accueillir. Il avait une relation très fusionnelle et proche avec son manager et lui confiait ses problèmes personnels. Voyant cette relation, certains stagiaires ont commencé à parler derrière son dos, à l'exclure des repas jusqu'à ignoré son existence, sa présence. Ces actions ont eu un impact négatif sur le mental du jeune lycéen de 17 ans qui a sombré dans une dépression.
À la suite de cette expérience dans son ancienne agence, il a rejoint Star Empire Entertainment. Les premiers pas dans cette nouvelle agence ont été difficile, Park Hyung-sik avait pris l'habitude d'être seul et isolé. Il s'entraînait à chanter, seul, des ballades dans un des studios de l'agence, jusqu'à ce que l'un des membres du groupe ZE:A, Hwang Kwang-hee, l'invite à manger avec les autres membres. Dès lors, les membres ont commencé à égailler la vie du jeune Hyung-sik, qui a fini par sortir petit à petit de sa dépression.

### Carrière
En 2016, Park-Hyung Sik apparaît dans le drama Hwarang, aux côtés de Park Seo-joon, Go Ara, Choi Minho et Kim Taehyung (BTS), où il a pour rôle de Sam Maek-Jong lui permettant de devenir plus populaire auprès du grand public.
En février 2017, le drama Strong Girl Bong-soon est diffusé sur la chaîne JTBC, dans lequel il incarne le rôle principal aux côtés de l'acteur Ji Soo.

## Discographie
- Lovability (en) (2011)
- Spectacular (en) (2012)

## Filmographie

### Longs métrages
- 2011 : Ronin Pop de[Qui ?] : Kin
- 2013 : Justin et la Légende des Chevaliers (Justin y la espada del valor) de Manuel Sicilia : Justin (voix doublée en coréen)
- 2017 : Les Trolls (Trolls) de Mike Mitchell et Walt Dohrn : Branch (voix doublée en coréen)
- 2019 : Juror 8 (배심원들) de Hong Seung-wan : Kwon Nam-woo

### Court métrage
- 2017 : Two Lights: Relúmĭno : In-soo[15]

### Séries télévisées
- 2010 : Prosecutor Princess (검사 프린세스) : l’homme du club (saison 1, épisode 2 ; caméo)
- 2010 : All About Marriage (결혼해주세요) : le stagiaire (saison 1, épisode 18)
- 2010 : Gloria (글로리아) : le stagiaire (2 épisodes)
- 2012 : I Remember You (널 기억해) : Tae-seong
- 2012 : Dummy Mommy (바보엄마) : Oh Soo-hyeon
- 2012 : My Husband Got a Family (넝쿨째 굴러온 당신) : le membre d'un groupe populaire d'idoles (saison 2, épisode 39 ; caméo)
- 2013 : Sirius (드라마스페셜 - 시리우스) : Do Eun-chang, jeune / Do Shin-woo, jeune
- 2013 : Nine: Nine Time Travels (나인: 아홉 번의 시간여행) : Park Seon-woo, jeune
- 2013 : The Heirs (왕관을 쓰려는 자, 그 무게를 견뎌라 – 상속자들) : Jo Myeong-soo
- 2014 : What's With This Family (가족끼리 왜 이래) : Cha Dal-bong
- 2015 : Persevere, Goo Hae-ra (가족끼리 왜 이래) : l’étudiant Cha Dal-bong (saison 1, épisode 1 ; caméo)
- 2015 : High Society (상류사회) : Yoo Chang-soo
- 2015 : She Was Pretty (그녀는 예뻤다) : lui-même (saison 1, épisode 9 ; caméo)
- 2016 : Hwarang (화랑) : Kim Ji-dwi / Sam Maek-jong / King Jinheung
- 2017 : Strong Girl Bong-soon (힘쎈여자 도봉순) : An Min-hyeok
- 2018 : Suits (슈츠) : Go Yeon-woo
- 2021 : Happiness (해피니스) : Jung Yi-hyun
- 2022 : Soundtrack #1 (사운드트랙 #1) : Han Seon-woo
- 2024 : Aux grands maux (닥터스럼프) : Yeo Jeong-woo
- 2025 : Buried Heats (보물섬) : Seo Dong-ju[16]

## Théâtre musical
- 2011 : Temptation of Wolves (늑대의 유혹) de Kim Tae-gyun : Ban Hae-won
- 2013 : Gwanghwamun Love Song de Lee GiNa : Ji-yong
- 2013 : Bonnie & Clyde : Clyde
- 2013-2014 : Les Trois Mousquetaires : D'Artagnan
- 2018-2019 : Elisabeth : Der Tod

## Distinctions
- MBC Entertainment Awards 2013 : meilleure révélation dans l’émission Real Men[17]
- Baeksang Arts Awards 2014 : acteur le plus populaire dans le drama The Heirs
- APAN Star Awards 2014 : meilleur acteur dans What's With This Family
- MBC Entertainment Awards 2014 : meilleur présentateur dans l’émission Real Men

- KBS Drama Awards 2014 :
  - Meilleur acteur dans What's With This Family
  - Meilleur couple (avec Nam Ji-hyun)
  - Acteur le plus populaire

- Baeksang Arts Awards 2015 :
  - Meilleur acteur à la télévision
  - Acteur le plus populaire à la télévision

- A-Awards 2015 : prix contemporain

- 23rd SBS Drama Awards 2015 :
  - Meilleur acteur dans la mini-série High Society
  - Meilleur couple (avec Lim Ji-yeon)
  - Prix de la nouvelle star